# Eptesicus bobrinskoi
Eptesicus bobrinskoi is een zoogdier uit de familie van de gladneuzen (Vespertilionidae). De wetenschappelijke naam van de soort werd voor het eerst geldig gepubliceerd door Kuzyakin in 1935.